# كريس أهرينس
كريس أهرينس (بالإنجليزية: Chris Ahrens)‏ هو لاعب هوكي الجليد أمريكي، ولد في 31 يوليو 1952 في سان بيرناردينو في الولايات المتحدة.

## وصلات خارجية
- كريس أهرينس على موقع دوري الهوكي الوطني (الإنجليزية)
- كريس أهرينس على موقع قاعة مشاهير الهوكي (لاعب أن.إتش.أل) (الإنجليزية)
- كريس أهرينس على موقع EliteProspects.com (الإنجليزية)
- كريس أهرينس على موقع HockeyDB.com (الإنجليزية)
- كريس أهرينس على موقع Hockey-Reference.com (الإنجليزية)